# Ancienne imprimerie du quotidien Le Peuple
L'Ancienne imprimerie du quotidien Le Peuple est un bâtiment de style moderniste édifié par les architectes Fernand et Maxime Brunfaut à Bruxelles, en Belgique.
L'imprimerie est « un des bâtiments phares du Modernisme à Bruxelles, rare témoignage du Style international non résidentiel ».
L'édifice arbore plusieurs des variations sur le thème des paquebots transatlantiques qui ont valu au modernisme le surnom de style « paquebot », comme la tour qui évoque la cheminée d'un paquebot, les balcons courbes semblables à des bastingages et la hampe de drapeau.

## Localisation
L'Ancienne imprimerie du quotidien Le Peuple se dresse au centre-ville, au numéro 30 de la rue Saint-Laurent, à l'arrière de l'Ancien siège du journal Le Peuple situé rue des Sables, et dont il est l'extension.

## Historique

### Construction
Le quotidien socialiste Le Peuple est fondé en 1885 et s'installe aux numéros 33-35 de la rue des Sables en 1895, dans un quartier connu comme étant celui des imprimeurs,.
Le bâtiment d'inspiration Art nouveau de la rue des Sables est édifié en 1905 par l'architecte Richard Pringiers.
Pringiers réalise en 1923 une extension vers la rue Saint-Laurent, mais celle-ci est remplacée par l'imprimerie de style moderniste réalisée en 1931-1932 par Fernand et Maxime Brunfaut.
Ce nouveau bâtiment est réalisé par les Brunfaut pour les sociétés coopératives " La Prévoyance Sociale " et " La Presse Socialiste " et est inauguré en 1932.
Dans le même temps, les deux architectes modifient le bâtiment de la rédaction et de l'administration de la rue des Sables.

### Classement
L'imprimerie fait l'objet d'un classement au titre des monuments historiques depuis le 26 avril 1989 sous la référence 2043-0161/0,.

### Abandon, rénovation et réaffectation
Après avoir été abandonné pendant de longues années à la fin du XXe siècle, le bâtiment connaît une importante campagne de rénovation et est repris au début du XXIe siècle par la représentation des Asturies sous le nom de « Casa de Asturias », mais la crise économique espagnole l'amène à quitter les lieux dix ans plus tard.
Le lieu est repris en 2016 par la maison de disque indépendante belge PIAS qui y installe ses bureaux, une salle de concert, une boutique de vinyles et le restaurant « Humphrey »,.

## Description

### Programme idéologique
Le bâtiment « s'inscrit dans une architecture de propagande » où « l'influence de l'architecture constructiviste russe est reconnue ».
Pour Fernand Brunfaut, qui était un fervent défenseur de l'Union soviétique, « l'utilisation du verre et de l'acier doit représenter  la modernité et le progrès du socialisme tandis que la transparence quasi totale du bâtiment vu de la rue doit symboliser l'accessibilité au socialisme en donnant une image d'ouverture et de vérité : On ne cache rien. ».
Brunfaut a utilisé le même type de tour-étendard en 1931 pour le bâtiment du journal socialiste Dagblad Vooruit à Gand.

### Architecture
La composition architecturale de l'imprimerie, typiquement moderniste, repose sur un jeu de volumes asymétriques. Elle combine un bâtiment principal de forme cubique, qui constitue l'imprimerie proprement dite, et une « tour-étendard », située sur la gauche, qui donne un élan vertical à la composition.
Le rez-de-chaussée est couvert d'un parement de céramique noire, semblable à celui de l'Ancien siège du journal Le Peuple, rez également transformé par les Brunfaut en 1931. La partie centrale du rez-de-chaussée est occupée par un grand vitrage, les extrémités étant occupées, à droite, par le porche et, à gauche, par un bas-relief du sculpteur Dolf Ledel intitulé « POUR QUE LE PEUPLE LISE » et dédié « à la mémoire de Joseph Wauters, politicien, directeur du journal le Peuple à partir de 1910 et militant pour la presse socialiste en Belgique ».
La partie principale du bâtiment est l'imprimerie proprement dite, dont la façade est couverte de carreaux de céramique orange et percée de grandes vitres où le travail des presses était visible de l'extérieur. Ces vitres sont précédées de balcons courbes semblables à des bastingages, typiques du style paquebot. L'imprimerie était jadis couronnée de l'enseigne « LA PRESSE SOCIALISTE ».
À gauche, au-dessus du bas-relief de Dolf Ledel, se dresse la tour qui abrite une cage d'escalier polygonale entièrement vitrée, et dessert les bureaux situés à l'arrière. Avec sa forme, avec la plateforme à rambarde tubulaire qui la surmonte et avec la hampe de drapeau qui couronne la composition verticale, cette tour est elle aussi typique du style paquebot.
La silhouette de l'ensemble est dominée par une haute structure « à trois pans en retraits successifs portant chacun l'enseigne « Le Peuple » ».

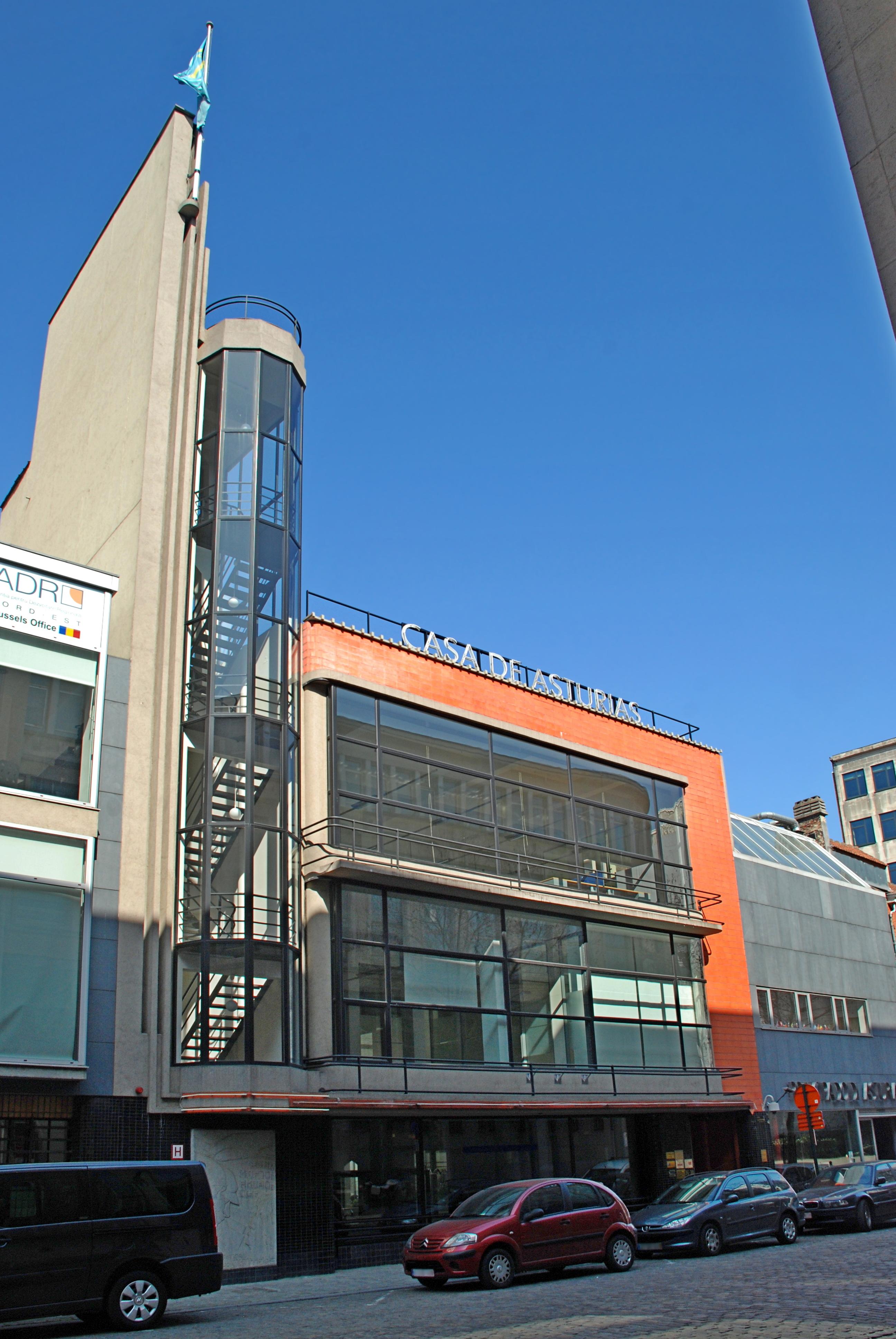
Vue d'ensemble.
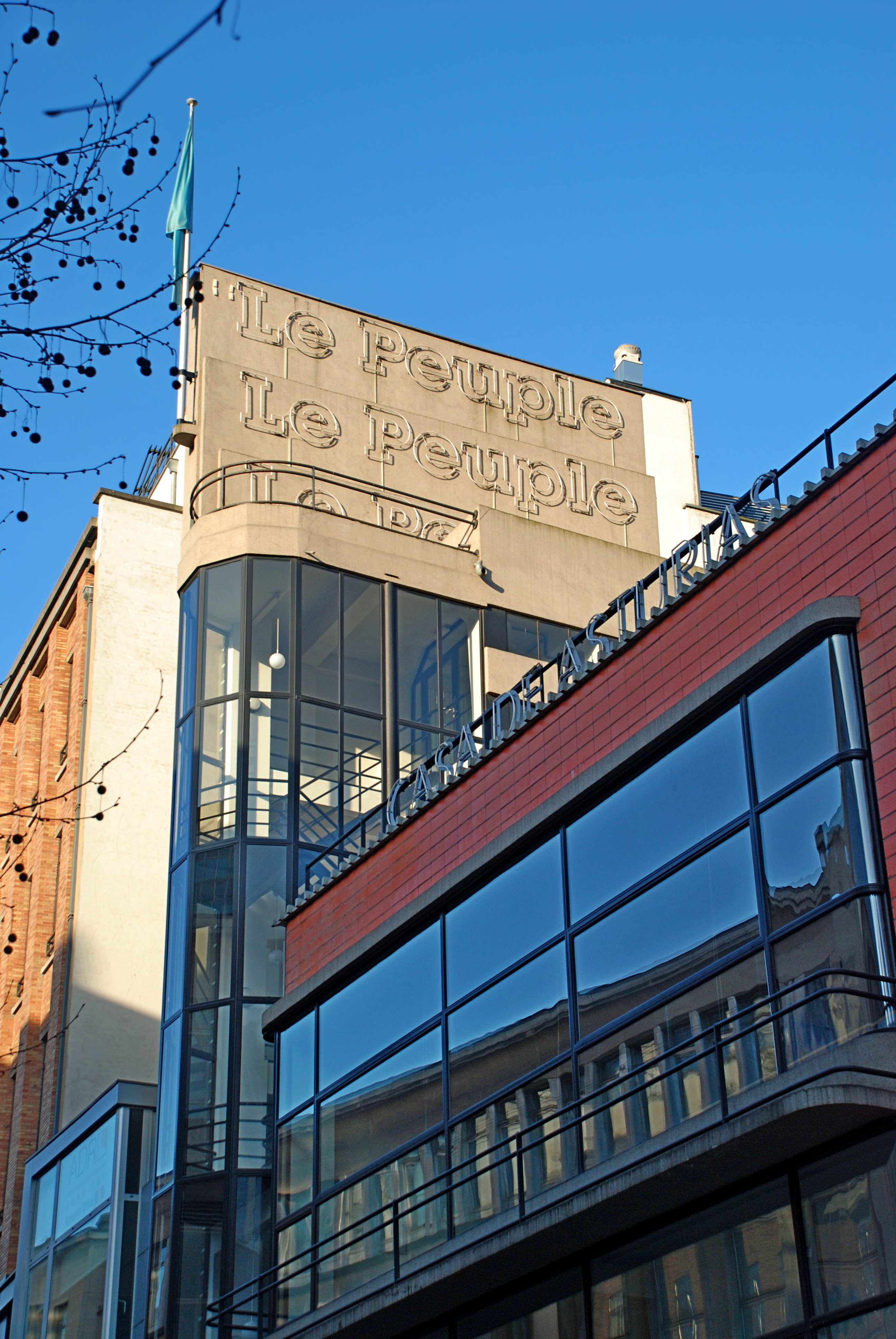
Enseignes du journal.
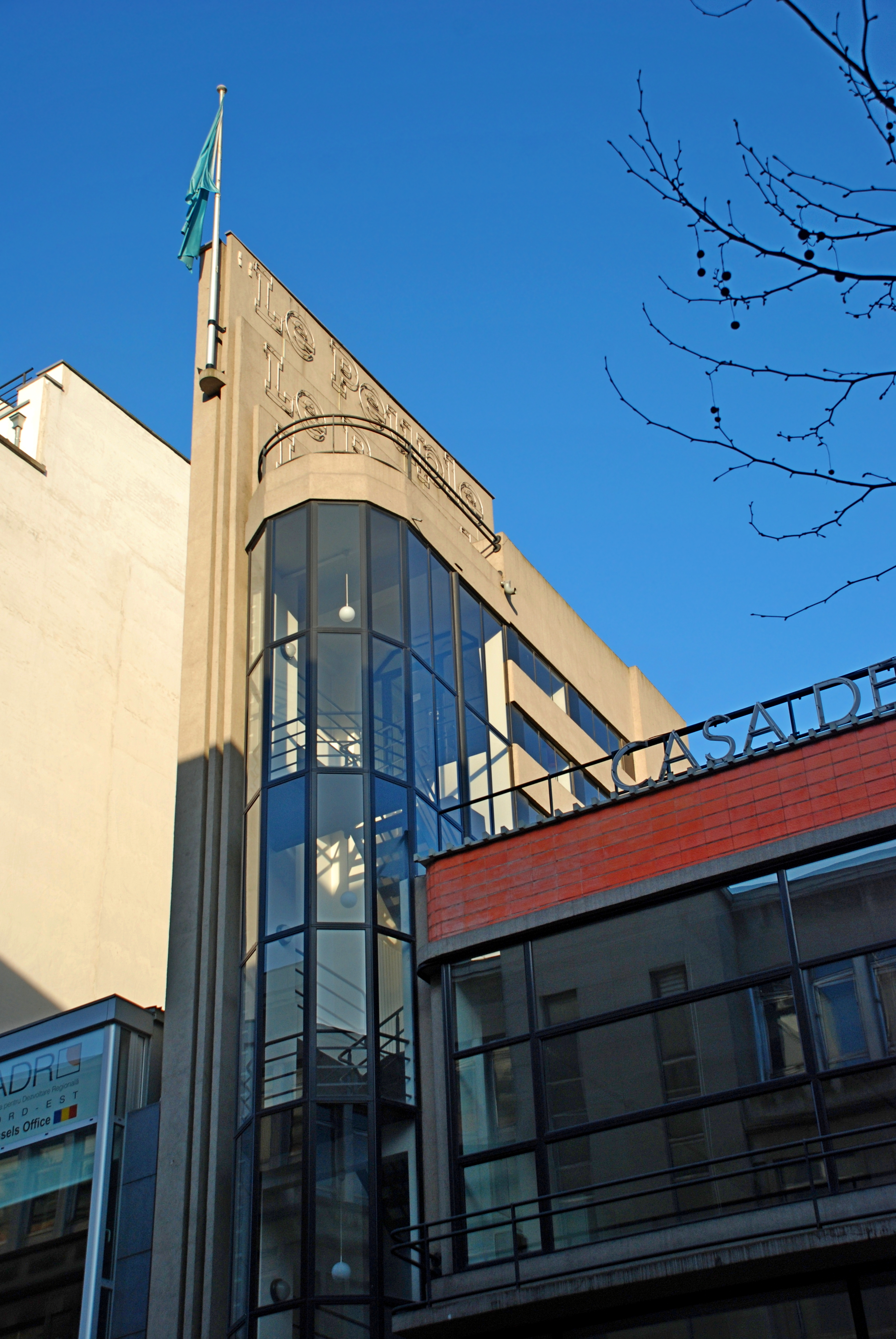
Tour-étendard.
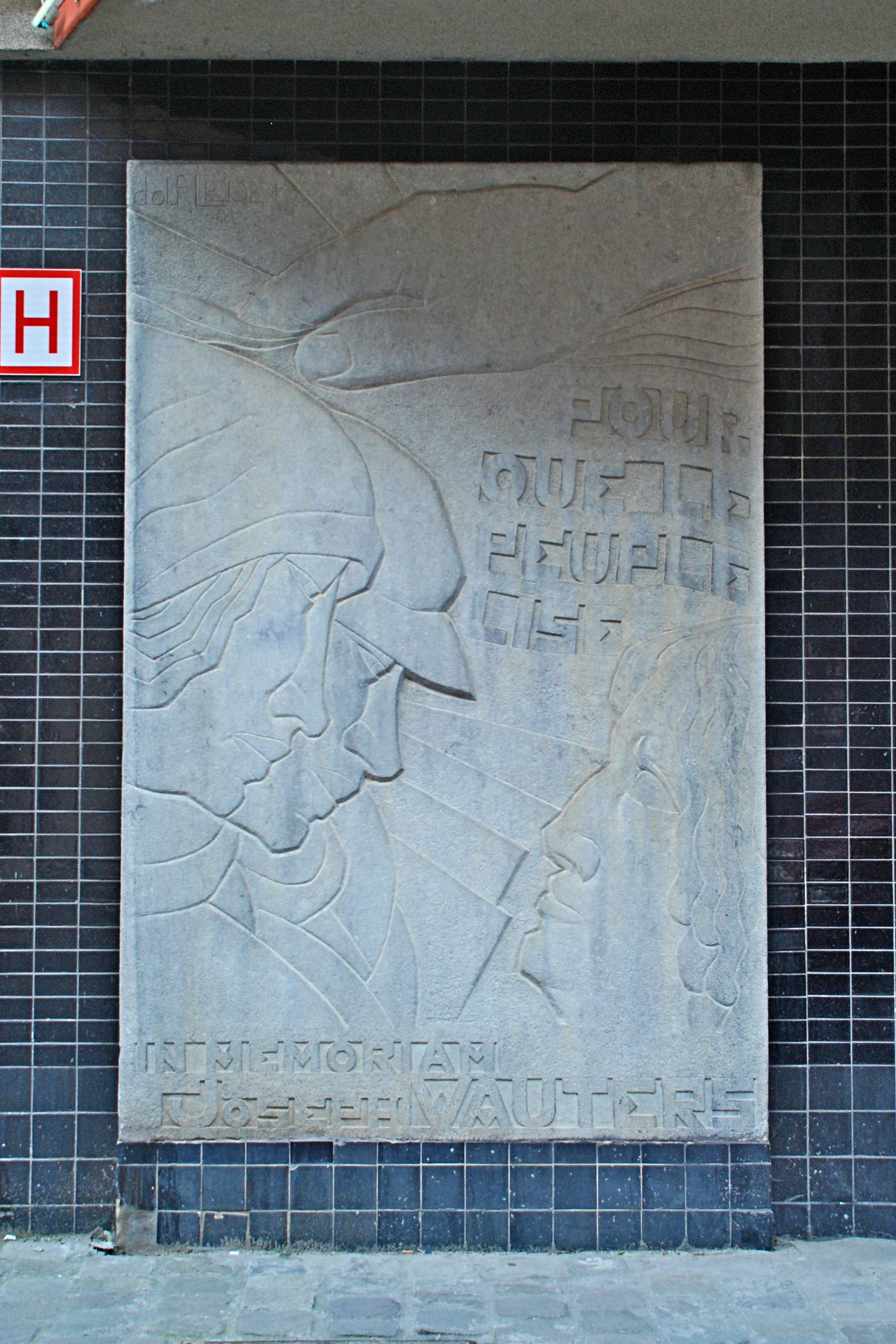
Bas-relief.